# Ubuntu Software Center
Ubuntu Software Center (originariamente AppCenter) è stato un programma per installare e rimuovere del software sul sistema operativo Ubuntu. È basato sul programma già esistente gnome-app-install, molto simile nelle funzionalità e nell'aspetto. Ubuntu Software Center può essere utilizzato anche per aggiungere i repository ed è scritto nel linguaggio di programmazione Python.
Costituisce un'interfaccia grafica per il sistema di gestione dei pacchetti Advanced Packaging Tool.
Lo sviluppo è terminato nel 2015 e a partire da Ubuntu 16.04 LTS e stato sostituito con GNOME Software, ridenominato Ubuntu Software.

## Sviluppo
All'inizio del 2009 gli sviluppatori di Ubuntu hanno notato che la gestione dei pacchetti software poteva essere migliorata. Nelle ultime versioni di Ubuntu, come ad esempio Ubuntu 9.04 (Jaunty Jackalope) sono state incluse cinque applicazioni per la gestione dei pacchetti, consumando però spazio su disco e altre risorse. Le applicazioni potevano essere installate utilizzando il programma di base Add/Remove Applications o con il Synaptic Package Manager.
Questa situazione perdurò fin quando gli sviluppatori non si diedero un nuovo obiettivo:
L'obiettivo di Canonical fu quello di introdurre il Software Center in modo graduale: partire da Ubuntu 9.10 Karmic Koala e aggiungere via via nuove funzionalità fino a Ubuntu 11.04, previsto per il mese di aprile 2011.
Nel luglio 2010, il piano era quello di introdurre i cambiamenti nel modo seguente:
Ottobre 2009 - Ubuntu 9.10 Karmic Koala
Introdotta una nuova interfaccia per la localizzazione, l'installazione e la rimozione del software.
Aprile 2010 - Ubuntu 10.04 Lucid Lynx LTS
Sono state aggiunte delle sottocategorie per le applicazioni.
Ottobre 2010 - Ubuntu 10.10 Maverick Meerkat
È possibile assegnare un voto al pacchetto software e al tempo stesso vedere le valutazioni degli altri utenti. Aggiunta anche una dimostrazione di come lanciare il programma appena installato.
Aprile 2011 - Ubuntu 11.04 Natty Narwhal
Verrà migliorata la condivisione e il monitoraggio del software da parte degli utenti. Sarà possibile vedere quali software sono stati installati dagli amici e si potrà scaricare un pacchetto su più computer contemporaneamente. Con questa distribuzione Ubuntu si prevede anche che Ubuntu Software Center includerà la possibilità di installare applicazioni da CD.
Aprile 2012 - Ubuntu 12.04 Precise Pangolin
Oltre al miglioramento ulteriore dell'interfaccia utente verrà incluso all'interno del programma il negozio online di Ubuntu con cui si potrà avere a disposizione sia in maniera gratuita che a pagamento una grande quantità di brani musicali, film, libri digitali e anche oggetti disponibili nel negozio online di Canonical.
Gennaio 2015  - Ubuntu 16.04 (durante lo sviluppo) Xenial Xerus
Dopo Anni senza sviluppo di nuove versioni (dall'ottobre 2013), viene distribuita una nuova versione che rivisita completamente l'interno dell'app, aggiornando a Python 3, e aggiungendo Ubuntu One come server per le applicazioni e altri cambiamenti minori. il cambiamento più massiccio avvenuto in questa versione è la totale riscrizione della GUI togliendo quella GTK+ e riscrivendola in Qt. Verrà poi scartato e integrato al suo posto GNOME Software in Ubuntu 16.04.

## Pubblicazioni del software
Il software era inizialmente conosciuto come Ubuntu Software Store. La versione iniziale (0.1) è stata pubblicata il 21 agosto 2009. Il pacchetto è stato poi ribattezzato Ubuntu Software Center nella versione 0.4.0 il 25 settembre 2009 a seguito di una discussione con i membri della comunità. Nella maggior parte dei paesi di lingua inglese al di fuori degli Stati Uniti è conosciuto come Ubuntu Software Center.